# Cratere Ehrlich
Ehrlich è un cratere lunare di 33,58 km situato nella parte nord-orientale della faccia nascosta della Luna, a metà via tra il cratere Parsons a sud e il cratere Guillaume a nord. 
Giace all'interno di una regione accidentata che ha subito bombardamenti da impatti che hanno consumato il cratere rendendone le formazioni più morbide e arrotondate. Il letto interno e le pareti interne sono praticamente senza caratteristiche rilevanti e non sono presenti impatti rilevanti sul bordo, se si eccettua una coppia di piccoli crateri sul bordo esterno meridionale.
Il cratere è dedicato al medico tedesco Paul Ehrlich.

## Crateri correlati
Alcuni crateri minori situati in prossimità di Ehrlich sono convenzionalmente identificati, sulle mappe lunari, attraverso una lettera associata al nome.
| Ehrlich | Coordinate             | Diametro (in km) |
| ------- | ---------------------- | ---------------- |
| J       | 40°07′48″N 170°38′24″W | 24,45            |
| N       | 38°54′36″N 173°01′12″W | 20,22            |
| W       | 42°15′00″N 173°51′36″W | 25,71            |
| Z       | 42°07′12″N 172°07′48″W | 29,71            |